# テッラ・マリアナ

テッラ・マリアナ
Terra Mariana (ラテン語)

テッラ・マリアナの地図（1260年）

テッラ・マリアナ（ラテン語: Terra Mariana/聖母マリアの土地）は、中世リヴォニアの公式名称であり、現在のエストニアとラトビアからなる領域で、リヴォニア十字軍の結果作られた。

## 歴史

### リヴォニア十字軍
1207年2月2日に神聖ローマ帝国の公国として創設されたが、教皇インノケンティウス3世により教皇国の直轄地であると宣言された1215年にその地位を失った。教皇特使であるモデナのウィリアムによりテッラ・マリアナは、6つの封建的な公国に分けられ、リガ大司教領、クールラント司教領、ドルパート司教領、エーゼル=ヴィエク司教領、リヴォニア帯剣騎士団領、デンマーク領エストニア（1219年 - 1346年）となった。

### 征服
1227年に、リヴォニア帯剣騎士団はエストニアにおける全デンマーク領地を征服した。1236年にシャウレイで行なわれたジェマイティヤ公国とのシャウレイの戦いで敗北した後、1237年に帯剣騎士団の残党はドイツ騎士団に吸収され、リヴォニア騎士団となった。1238年6月7日Stensby条約（en）によりドイツ騎士団は、デンマーク王ヴァルデマー2世にデンマーク領エストニアを返した。

### ドイツ騎士団国統治下
1346年にデンマーク領エストニアがドイツ騎士団へ売却され、再びドイツ騎士団国の一部となった。
1410年のタンネンベルクの戦いでの敗北後、ドイツ騎士団とドイツ騎士団国は衰退したが、リヴォニア騎士団は独立した存在を維持することができた。

### リトアニアの内戦
テッラ・マリアナ存在期間を通じて支配権をめぐり、絶え間ない戦いが、教会、騎士団、世俗のドイツ貴族、リガとタリンのハンザ同盟都市の市民との間で繰り広げられた。
1435年9月1日のパバイスカスの戦い（Swientaの戦い）でのリヴォニア騎士団の敗北は、リヴォニアの周辺地域の結束をもたらした。

### リヴォニア連盟合意
1435年12月4日、リヴォニア連盟合意はリヴォニア騎士団、リヴォニア司教、封臣と都市代表によって調印された。

### リヴォニア戦争
リヴォニア戦争間の1561年に、テッラ・マリアナは解体された。北部はスウェーデン王国に移譲され、エストニア公国となった。南部はリトアニア大公国つまりポーランド・リトアニア共和国の一部であるリヴォニア公国（1621年にインフランティ公国）となった。サーレマー島はデンマーク王国の一部となった。